# Orchis de Provence
Orchis provincialis
Espèce
Classification phylogénétique
Statut CITES
L'orchis de Provence (Orchis provincialis) est une espèce de petite orchidée à fleurs blanc crème à jaunâtre poussant dans les régions méditerranéennes, l'une des rares orchidées européennes à marquer une nette préférence pour les sols pauvres en calcaire. On le rencontre depuis la Péninsule Ibérique jusqu'aux Balkans.
Les feuilles basales, au nombre de cinq, parfois moins, sont disposées en rosette, elles sont lancéolées à oblongues, et portent des taches brunes ou noirâtres. Les feuilles caulinaires, rares, engainent le bas de la tige. Les fleurs sont disposées en épi plus ou moins dense. Les sépales latéraux, blanc verdâtre et striés, sont ascendants ; le sépale supérieur forme une sorte de casque recouvrant les deux pétales latéraux. Le labelle est trilobé, avec un lobe médian plus long que les latéraux et portant des points colorés (orange-brun). Présence d'un éperon blanc ascendant et assez long.
Floraison : avril-mai, souvent sur les talus au bord des routes ou des chemins.

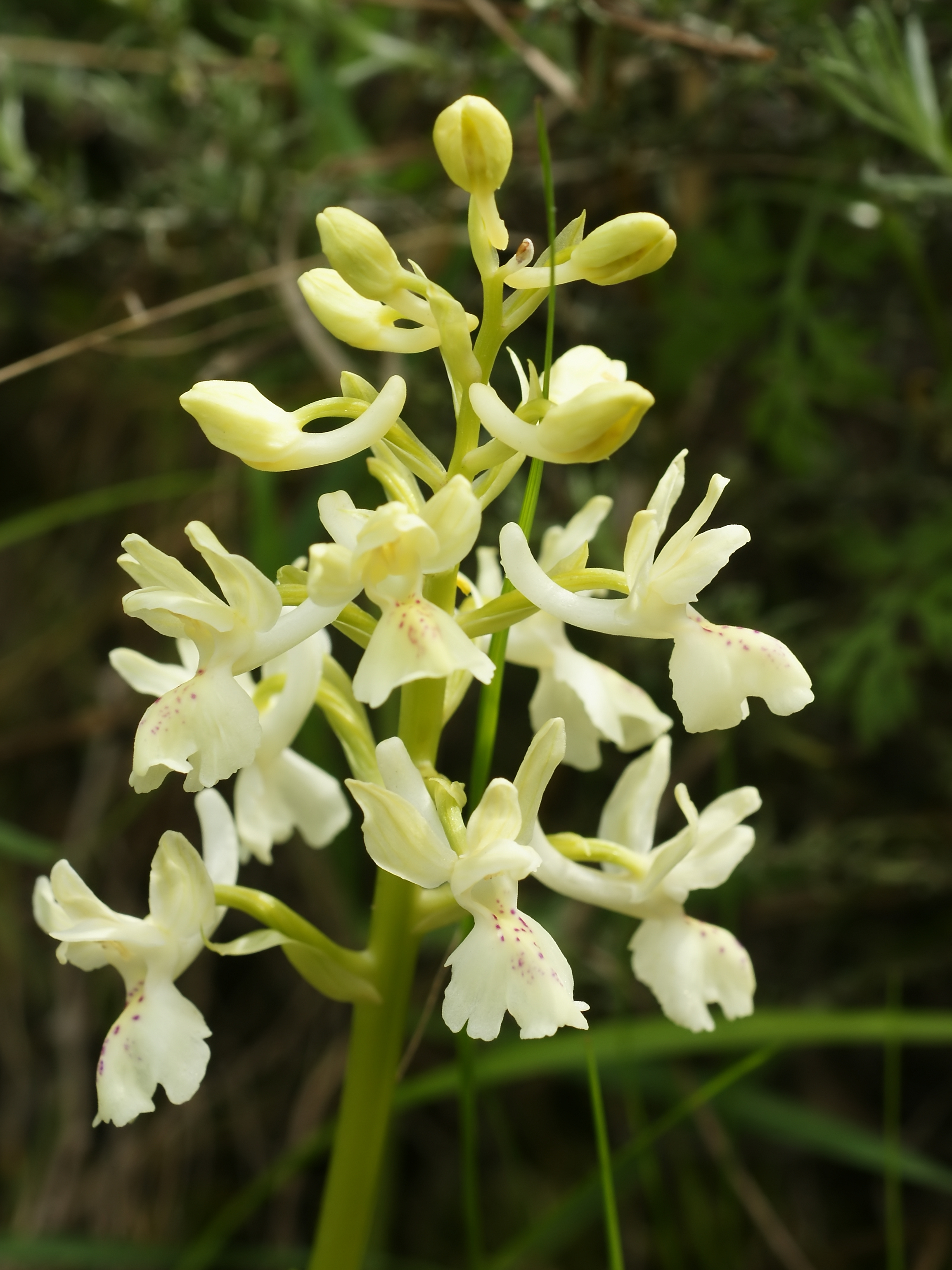
Détail des fleurs